# Pachynoa fruhstorferi
Pachynoa fruhstorferi is een vlinder uit de familie van de grasmotten (Crambidae), uit de onderfamilie van de Spilomelinae. De wetenschappelijke naam van deze soort is voor het eerst voorgesteld door Eduard Hering in een publicatie uit 1903. Hering vernoemde deze soort naar de Duitse entomoloog Hans Fruhstorfer.
De soort komt voor in Indonesië (Sulawesi).